# آکاکی خورآوا
آکاکی خورآوا (گرجی: აკაკი ხორავა؛ ۲۹ آوریل ۱۸۹۵ – ۲۳ ژوئن ۱۹۷۲) بازیگر، کارگردان تئاتر و آموزگار اهل اتحاد جماهیر شوروی و گرجستان بود. از فیلم‌هایی که وی در آنها بازی کرده‌است می‌توان به فیلم جنگجوی بزرگ اسکندربیگ محصول سال ۱۹۵۳ اشاره نمود.

## جوایز
او برندهٔ جوایزی همچون جایزه هنرمند مردمی اتحاد جماهیر شوروی، نشان پرچم سرخ کار، نشان لنین، و مدال دفاع از قفقاز شده‌است.